# Mon Homme
«Mon Homme» (с фр. — «Мой мужчина») — французская песня, написанная Морисом Ивэйном на стихи Жака Мардоше Шарля и Альберта Уиллемеца в 1920 году. Впервые песня прозвучала в ревю «Paris qui Jazz» в Казино де Пари, исполнили её французская певица Мистангет и американский актёр Гарри Пилсер.

## Кавер-версии

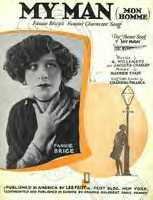
Партитура с песней «My Man» Фанни Брайс, изданная в 1921 году

В середине 20-х годов песня стала популярна в англоязычной среде, поскольку был выполнен перевод песни на английский писателем Чаннингом Поллоком, песня получила название «My Man». После исполнения песни Фанни Брайс в ревю «Безумства Зигфелда» песня стала большим хитом. В 1999 году её версия песни была включена в Зал славы премии «Грэмми», а в 2005 году была включена в Национальный реестр аудиозаписей.
Балладная версия, записанная Брайс, была перепета Билли Холидей, которая представила джазово-блюзовую версию песни. Версия Холидей также была успешной, хотя песня продолжала ассоциироваться именно с Брайс. На протяжении многих лет другие исполнители как из США, так и из-за рубежа перепевали песню, хотя ни один из артистов не достиг такого успеха с ней, как Брайс или Холидей. Одним из примечательных версий была запись 1940-х годов, сделанная Эдит Пиаф, именно её версия песни на французском считается одной из самых известных. Версия Билли Холидей была добавлена в Зал славы премии «Грэмми» в 2018 году.
В 1965 году песня была записана Барбарой Стрейзанд для её студийного альбома My Name Is Barbra, а в 1968 году песня была исполнена певицей в фильме «Смешная девчонка», основанном на жизни Фанни Брайс. Ёе музыкальные номера в фильме, в частности финальное исполнение с «My Man», вызвало множество положительных отзывов, в конечном итоге ей был вручен «Оскар» за лучшую женскую роль в 1969 году.
Дайана Росс исполнила песню на последнем концерте в качестве участницы The Supremes в Лас-Вегасе 14 января 1970 года. Позже в том же году песня была издана на концертном альбоме группы Farewell. В 1972 году Росс снова записала «My Man» для саундтрека к фильму «Леди поёт блюз», в котором она играла Билли Холидей. Официальный саундтрек достиг первого места в чарте Billboard 200, с общими продажами более 300 000 копий за первую неделю. Игра Росс в фильме получила признание критиков и принесла ей номинации «Золотой глобус» и «Оскар» за лучшую женскую роль; она также получила премию «Золотой глобус» за лучший дебют в кино.
Песня в разное время множество раз перепевалась различными исполнителями из-за чего стала поп-стандартом.